# The Straits Times
Straits Times è un quotidiano singaporiano, generalmente riconosciuto come uno dei più autorevoli giornali in inglese dell'Estremo Oriente.

## Storia
Fondato da Robert Carr Woods nel 1845 come un settimanale a foglio singolo per fornire notizie commerciali alla vivace comunità portuale di Singapore, il giornale divenne un quotidiano nel 1858. Le sue strutture furono danneggiate da un incendio nel 1869. Sotto Alexander William Still, redattore nei primi anni del 1900, lo Straits Times promosse cause locali, inclusa l'istruzione superiore per la grande popolazione cinese, indiana e malese di Singapore.
Lo Straits Times fornisce notizie sia locali che internazionali, in modo da raggiungere il maggior numero possibile di lettori. Nel 1956 istituì un'edizione malese intitolata The New Straits Times a Kuala Lumpur, e negli anni '60 e '70 il quotidiano modernizzò il suo impianto e installò apparecchiature di composizione e redazione computerizzate. Con edizioni in inglese, cinese, malese e tamil, The Straits Times, The New Straits Times e i loro affiliati sono i principali quotidiani a Singapore e in Malesia.